# Tubilla del Agua
Tubilla del Agua è un comune spagnolo di 146 abitanti situato nella comunità autonoma di Castiglia e León.
Sito nella Valle del Rudrón.